# Protolophus dixiensis
Protolophus dixiensis is een hooiwagen uit de familie Sclerosomatidae.